# Швейцарські демократи
Швейцарські демократи (нім. Schweizer Demokraten; фр. Démocrates Suisses; італ. Democratici Svizzeri; романш. Democrats Svizers) — націоналістична  політична партія Швейцарії. До 1977 року вона називалась «Національна акція проти зачуження людей і дому» (нім. Nationale Aktion gegen Überfremdung von Volk und Heimat; NA) і «Національна акція за людей і дім» (нім. Nationale Aktion für Volk und Heimat) до 1990, коли вона була перейменована на сьогоднішню назву.

## Історія
Швейцарські демократи народилися в 1961 році з ініціативи Цюриха Фріца Майєра з німецькою назвою Nationale Aktion gegen die Überfremdung von Volk und Heimat, або Національна акція проти виснаження людей і батьківщини. У 1967 році вони вперше беруть участь у федеральних виборах, отримавши місце разом з Джеймсом Шварценбахом.
У 1969 році партія виступила з ініціативою, спрямованою на обмеження іноземного населення до 10% для кожного кантону. Ця ініціатива, відома як ініціатива Шварценбаха , була відхилена народом у 1970 році 54% голосів проти. Пізніше Шварценбах покинув партію, заснувавши свій Республіканський рух, який згодом отримав 7 місць у Національній раді. У 1974 році ініціатива, подібна до попередньої , була відхилена - приблизно 2/3 голосів.
У 1970-х роках тодішній президент Валентин Охен намагався змінити партію, також займаючись такими питаннями, як екологія та захист природи та навколишнього середовища. Ця тема розвиватиметься протягом наступних десятиліть, як демонструє гасло, використане під час федеральних виборів 2007 року: „national – umweltbewusst – sozial“ (націонал-еколог-соціалістичний).
Nationale Aktion спочатку був ультраправим ксенофобським рухом, який переслідував антиімміграційну програму, засновану в 1961 році. Партія «виникла як реакція на приплив іноземних робітників», зокрема італійців, у цей час . Партія представила кілька популярних ініціатив, які підтримували скорочення імміграції, особливо одну в червні 1970 року, яка ледь не провалилася . Його першим представником у Національній раді став Джеймс Шварценбах, який вперше був обраний у 1967 році.
Після ворожого розколу з Шварценбахом у 1971 році, який сформував Республіканський рух, партія втратила більшу частину свого імпульсу протягом 1970-х років . Вона відродилася на початку 1980-х років  і виграла 5 місць на федеральних виборах 1991 року, що є найбільшою кількістю за всю історію .
У 1977 році партія змінила назву на Nationale Aktion für Volk und Heimat (Національна дія за народ і вітчизну). У 1981 році «Національна дія» ініціювала референдум проти нового закону про іноземців, перемігши з мінімальним відривом голосування, яке відбулося наступного року. У 1980-х роках партія вигравала подальші голоси завжди щодо політики надання притулку та натуралізації.
У 1990 році республіканці знову приєдналися до старої партії, а Azione Nazionale змінила назву на Швейцарські демократи (DS). У 1991 році ДС вперше отримала певну кількість місць на федеральних виборах, що дозволило їй сформувати парламентську групу. Але згодом партія втрачала все більше прихильників, виборців і депутатів, насамперед УДС. З 1999 по 2007 рік ДС представлена в Національній раді лише Бергардом Гессом з Берна, який також є головою партії.
Після чергового ворожого розколу з колишнім президентом Валентином Ехеном у 1986 році партія була перейменована на свою нинішню назву в 1990 році. Після 1998 року партія втратила майже будь-яке значення в національній політиці через поглинання правих голосів у зростаючу Швейцарську народну партію .
На федеральних виборах 2003 року партія отримала 1,0% голосів і 1 з 200 місць у Національній раді. Це місце було втрачено на виборах 2007 року, де СД впала до 0,5% голосів виборців. Після серйозної поразки на виборах з'їзд партії вирішив не розпускатися, а продовжувати змагатися на виборах, прагнучи повернутися до парламенту.
З 2007 року, вперше за понад 40 років, партія більше не має жодного представника на федеральному рівні, набравши лише 0,5% голосів. Після періоду невизначеності щодо політичного майбутнього ДС (гіпотеза полягала в розпуску партії та створенні патріотичного об’єднання, спрямованого виключно на ініціативи чи референдуми), партія вирішила продовжувати існування.

## Федеральні вибори
Федеральні збори Швейцарії
| Вибори | % від загальної кількості голосів | % від загального числа голосів | % отриманих місць |
| ------ | --------------------------------- | ------------------------------ | ----------------- |
| 1967   | 6, 275                            | 0.6%                           | 1                 |
| 1971   | 63, 781                           | 3.2%                           | 4                 |
| 1975   |                                   | 2.5%                           | 2                 |
| 1979   |                                   | 1.3%                           | 2                 |
| 1983   |                                   | 2.9%                           | 4                 |
| 1987   |                                   | 2.5%                           | 3                 |
| 1991   | 69,297                            | 3.4%                           | 5                 |
| 1995   | 59,613                            | 3.1%                           | 3                 |
| 1999   | 35,883                            | 1.8%                           | 1                 |
| 2003   | 20,177                            | 1.0%                           | 1                 |
| 2007   | 12,609                            | 0.5%                           | 0                 |
| 2011   |                                   | 0.2%                           | 0                 |
| 2015   |                                   | 0.1%                           | 0                 |
| 2019   | 3,202                             | 0.1%                           | 0                 |

## Президенти партій
Джерело: 
- Джеймс Шварценбах (?–1971)
- Рудольф Вебер (1971/72)
- Валентин Оен (1972–1980)
- Ганс Цвікі (1980–1986)
- Рудольф Келлер (1986–2005)
- Бернхард Гесс (2005–2012)
- Андреас Стахель (2012–)